# Рикольдо да Монтекроче

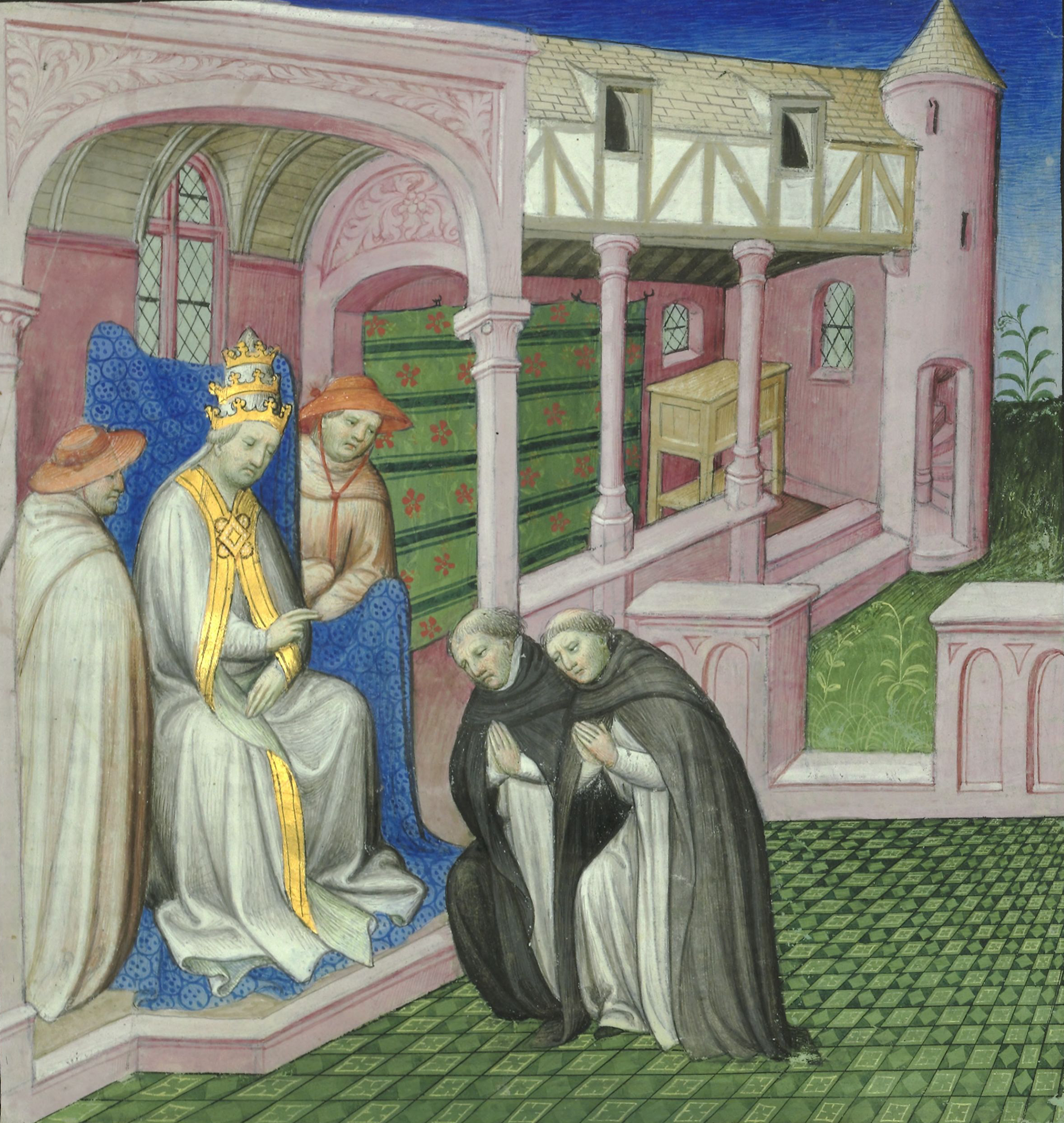
Рикольдо и папа Николай IV

Рикольдо да Монтекроче или Рикольдо Пеннини (итал. Ricoldo da Montecroce, Ricoldo Pennini; лат. Ricoldus de Monte Crucis OP) (ок. 1243, Флоренция — 31 октября 1320, Флоренция) — доминиканский миссионер, путешественник и писатель.

## Биография
Рикольдо да Монтекроче получил хорошее образование; в 1267 году примкнул к доминиканскому ордену в конвенте Санта-Мария-Новелла во Флоренции; с 1272 года преподавал в нескольких конвентах Тосканы, в частности, при церкви Санта-Катерина в Пизе. В 1288 году он получил от орденского начальства позволение совершить паломничество в Палестину и, вместе с тем, поручение от папы проповедовать среди восточных народов. Ступив на Святую землю в Акре, Рикольдо пересёк Галилею к Тивериадскому озеру. Вернувшись в Акру, он посетил Яффу, Иерусалим, Иордан и Мёртвое море. Затем по прибрежной дороге он двинулся через Триполи и Тортосу на север, в Киликию.
От киликийского порта Айяс через горы Тавра, Сивас и Эрзерум Рикольдо проследовал в Иран. Несколько месяцев он проповедовал христианство в Тебризе, столице Хулагуидов, и его окрестностях, а затем через Мосул и Тикрит перебрался в Багдад. Там доминиканец изучал арабский язык, учтя свой прежний неудачный опыт проповедей через переводчиков в Малой Азии. Для того, чтобы вести предметную полемику с мусульманами, он штудировал Коран и другие тексты по исламскому богословию. К этому времени (1290 год) относится начало работы Рикольдо над переводом Корана на латынь, однако неизвестно, был ли он завершён.
В Багдаде застало Рикольдо известие о взятии египетскими мамлюками Акры (18 мая 1291 года). Новость пришла вместе с заполнившими рынки рабов христианами, захваченными в Палестине и отправленными на продажу в Ирак. Усугубляла душевное состояние монаха весть о гибели в Акре собратьев-доминиканцев. Позднее Рикольдо был вынужден на время покинуть город и странствовать под видом погонщика верблюдов. Это могло случиться около 1295 года, когда новообращённый в ислам ильхан Газан, вступив на престол, начал, по инициативе эмира Ноуруза, гонения на христиан и иудеев. Однако вскоре реперессивные меры против приверженцев этих религий были отменены. Рикольдо прожил на Востоке ещё несколько лет. Известно о его столкновениях с багдадскими несторианами, против которых он выступал в их собственной церкви. От монгольских властей последовало разрешение доминиканцу на постройку своей церкви и запрет на проповеди в общественных местах. Проведя около 13 лет в восточных странах, к 1301 году Рикольдо возвратился во Флоренцию, где провёл остаток жизни, занимая должности субприора, а с 1315 года — приора конвента Санта-Мария-Новелла.

## Сочинения

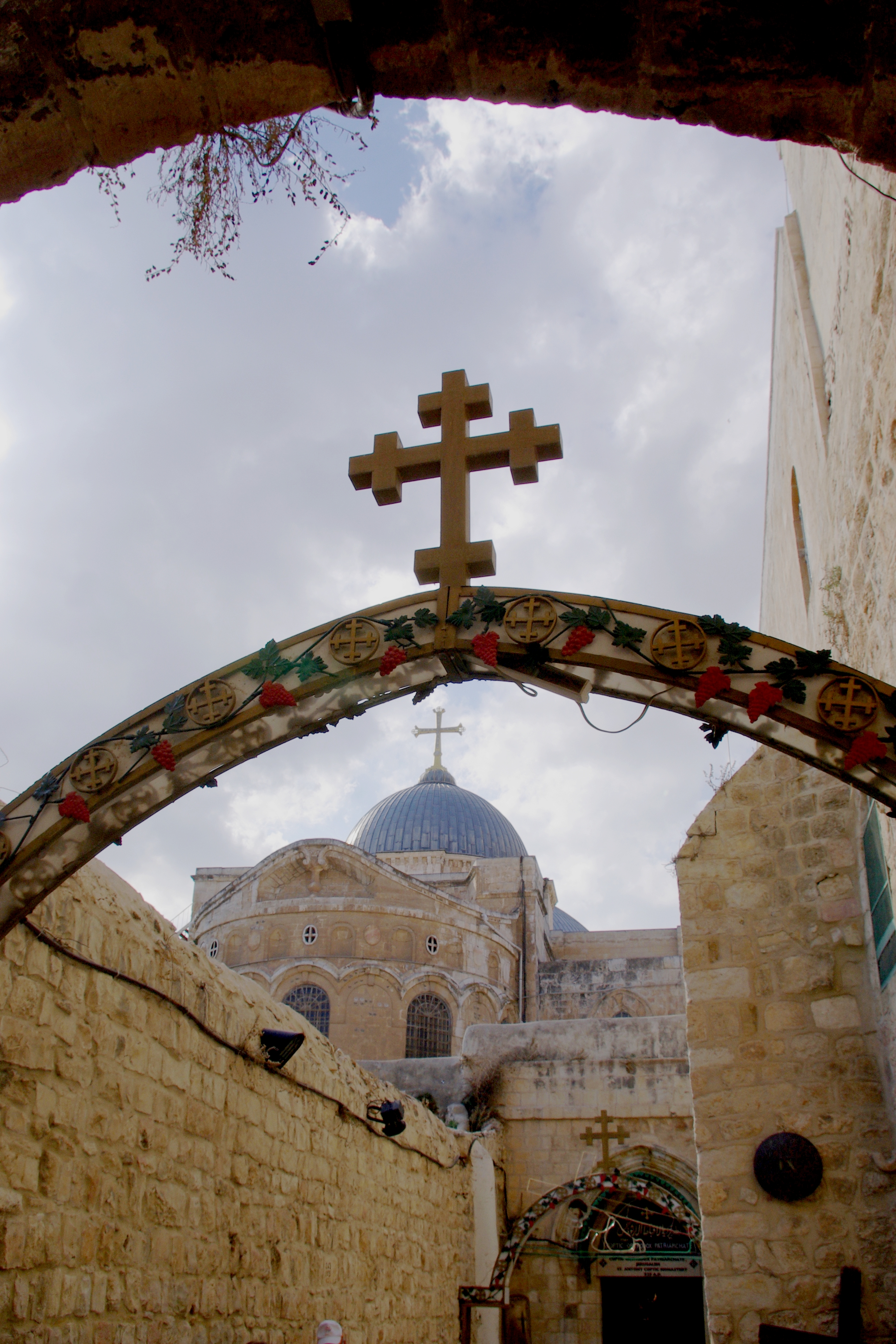
Виа Долороза, Иерусалим

Liber peregrinationis («Книга странствий», ок. 1288—1291) — сочинение в характерном для Средневековья жанре итинерария, путеводитель для миссионеров и пилигримов, примечательный интересным описанием восточных стран. В дневнике путешествия по Палестине (1288—1289) уделено место как подробным сведениям о святых местах, так и собственным впечатлениям автора. Интересно, что первое упоминание об иерусалимском маршруте Виа Долороза, как о «пути, по которому Христос восходил, неся крест», принадлежит именно Рикольдо да Монтекроче. Другая часть содержит описание приключений Рикольдо на пути в Персию, а также образа жизни, обычаев и религии тюрков, монголов, курдов, евреев, восточных христиан — несториан и яковитов; однако больше всего места автор уделяет мусульманам, опровержению ислама и Корана. Именно интересу читателей ко второй части сочинение обязано быстрым переводом на итальянский и французский. Книга послужила одним из источников для Новой хроники Джованни Виллани.
Epistolæ de Perditione Acconis («Плач на падение Акры», ок. 1292) — пять писем в форме плача, реакция на взятие Акры мамлюками и потерю последних христианских владений в Святой Земле. Автор объясняет эту катастрофу тем, что государства крестоносцев перестали получать достаточную помощь из Европы, поскольку идея мученичества за Иерусалим уже не приносила моральное удовлетворение.
Будучи последовательным критиком ислама и иудаизма, Рикольдо да Монтекроче оставил несколько отдельных сочинений на эти темы. Наиболее известна его работа Contra Legem Sarracenorum («Против закона сарацин»), написанная в Багдаде и весьма популярная в дальнейшем как инструмент полемики против мусульман. Около 1360 года её перевел на греческий византийский богослов Димитрий Кидонис. В XV веке с перевода Кидониса был сделан частичный русский перевод, который был позднее включен в Великие четьи-минеи митрополита Макария и помещён там под 31 июля как «Сказание о сарацинской вере». Другие антиисламские труды — Confutatio Alcorani («Опровержение Корана», ок. 1300 года), Contra Sarracenos et Alcoranum и приписываемый ему Christianæ Fidei Confessio facta Sarracenis. Не оставил Рикольдо без внимания и представителей других религий — Contra errores Judæorum, Libellus contra nationes orientales, De variis religionibus. Также он написал две теологические работы: в защиту учения Фомы Аквинского (совместно с Джованни из Пистойи, ок. 1285 года) и комментарий на Libri sententiarum Петра Ломбардского (до 1288 года).

## Рикольдо и Данте
Весьма вероятно, что Данте Алигьери, связанный с конвентом Санта-Мария-Новелла , мог знать Рикольдо до его отъезда либо слышать или читать о его миссии. Доминиканец, судя по всему, не видел в крестовых походах решения религиозных вопросов, скорее, предпочитая мирный диалог, что могло найти отражение в словах, вкладываемых Данте в уста Фомы Аквинского — о проповеди святого Франциска египетскому султану аль-Камилю («Рай» XI, 100—105). Сочинения Рикольдо да Монтекроче могли представлять собой важный источник сведений Данте о Востоке и исламе.

## Память
- Одна из площадей Рима носит имя Рикольдо — Piazza Ricoldo da Montecroce.